# Norman Studer
Norman Studer (* 7. September 1902 in Whitehouse/Ohio; † 27. Oktober 1978) war ein US-amerikanischer Pädagoge und Folklorist.

## Leben
Studer ging 1917 zur US Navy und diente als Quartermaster auf der USS Edgecombe. Nach dem Ende des Ersten Weltkrieges studierte er drei Jahre am Oberlin College. Danach gab er in New York die Zeitschrift The New Student („the voice of the student revolt movement“) heraus. 1929 erwarb er an der Columbia University den Bachelorgrad im Fach Geschichte, 1931 den Mastergrad in Politikwissenschaft.
1931 wurde Studer Lehrer an der Erie Day School in Erie, Pennsylvania. Zwei Jahre darauf wechselte er zum Little Red School House, einer von Elisabeth Irwin gegründeten experimentellen Schule in Lower Manhattan. Hier gab er u. a. einen Kurs mit dem Titel Slavery and the Negro Problem, der zu seinem lebenslangen Interesse für ethnische und multikulturelle Studien führte. Von 1936 bis 1940 beteiligte er sich am June Camp der Schule, bei dem die Schüler einen Monat im Camp Quannacut (bei Pine Bush, New York) in ländlicher Umgebung in einer demokratisch organisierten Gruppe lebten. 1941 leitete er das Gründungskomitee der Elisabeth Irwin High School, wo er mehrere Jahre als Lehrer und Verwalter arbeitete.
Von 1938 bis 1940 war Studer Leiter des Camp Hilltop. Nach dessen Schließung gründete er mit ehemaligen Mitarbeitern des Camps das  Camp Woodland in Phoenicia in den Catskill Mountains, das er bis zur Schließung 1962 leitete. Hier lebten jeden Sommer Kinder mit unterschiedlichem religiösem, sozioökonomischem und ethnischem Hintergrund aus der Region um New York City zwei Monate in einem demokratisch organisierten Umfeld zusammen. Norman Cazden und Herbert Haufrecht wirkten hier als musikalische Direktoren. Studer bezog durch regelmäßige Kontakte zwischen seinen Schülern und Bewohnern deren regionale Folklore, Musik und Handwerkskunst in das Unterrichtsgeschehen ein. Jedes Camp endete mit einem Volksfest, an dem neben regionalen Künstlern wie Grant Rogers, Harry Siemsen, George Edwards, Ernie Sagan, George Van Kleeck und Etson Van Wagner u. a. auch Pete Seeger und Bessie Jones teilnahm. Die Tonbandaufzeichnungen von diesen Volksfesten bildeten später die Basis seines Buches Folk Songs of the Catskills. Von 1951 bis 1970 war Studer Direktor der Downtown Community School in Lower Manhattan.
Neben zahlreichen Artikeln, die u. a.  New York Folklore Quarterly und später in Janis Benincasas Buch I Walk the Road Again: Great Stories from the Catskill Region erschienen, und den genannten Folk Songs of the Catskills erschienen von Studer u. a. das Poem All My Homespun Days über Mike Todd, einen Holzfäller aus den Catskills.

## Schriften
- Folk Songs of the Catskills (Hrsg. mit Norman Cazden und Herb Haufrecht), Suny Albany Press, 1982
- A Catskill Woodsman: Mike Todd's Story, Purple Mountain Press, 1988
- All My Homespun Days, Poem (als LP 1961 bei Folkway Records)